# 马塞利尼奥
马塞利尼奥（葡萄牙語：Marcelinho，1975年5月17日—），巴西足球运动员，司职中場。由于出色的表现，他在2004年曾获得德国足球先生榮譽。
其辉煌时期在效力于柏林赫塔期间，曾在主场对阵弗赖堡的比赛中打入一记距离球门48.3米的笠射。虽然他的球技出众，但总是不被巴西国家队赏识，国家队出场机会少之又少。